# Хачатрян, Андраник Робертович
Андраник Робертович Хачатрян (арм. Անդրանիկ Ռոբերտի Խաչատրյան; род. 29 апреля 1979, Степанакерт) — государственный деятель непризнанной Нагорно-Карабахской Республики (НКР), министр сельского хозяйства НКР (2011—2015), министр экономики НКР (2015—2017).

## Биография
Родился 29 апреля 1979 в городе Степанакерт, Нагорно-Карабахская АО, Азербайджанская ССР, СССР.
В 1996—2000 годах учился в бакалавриате строительно-экономического факультета Арцахского государственного университета в Степанакерте (Ханкенди) по специальности «Общая экономика». В 2000—2001 служил в рядах Армии обороны НКР. В 2001—2003 года учился в магистратуре там же, в 2003 году поступил в аспирантуру там же.
С 2003 года работал специалистом первой категории в отделе программ экономического развития Министерства развития производственных инфраструктур и строительства НКР, с 2004 года — главный специалист там же. С 2005 года — главный специалист отдела экономического развития и законодательства Министерства территориального управления и развития инфраструктуры НКР.
С 2006 года работал начальником финансового отдела Службы национальной безопасности НКР. 22 октября 2007 года был назначен начальником Агентства государственных закупок. 17 января 2009 года был назначен председателем Государственного комитета кадастра недвижимости НКР.
28 октября 2011 года президент НКР Бако Саакян назначил Хачатряна министром сельского хозяйства НКР, 22 сентября 2012 — переназначил, снят с должности 4 июля 2015 года.
4 июля 2015 года президент НКР Бако Саакян назначил Хачатряна министром экономики НКР. 25 сентября 2017 года на его должность был назначен Левон Григорян.
Состоит в браке, имеет троих детей. Беспартийный.